# Invasione di Svjatoslav della Bulgaria
L'invasione di Svjatoslav della Bulgaria fu un conflitto iniziato nel 967/968 e terminato nel 971 svoltosi nei Balcani orientali; la lotta coinvolse la Rus' di Kiev, il Primo Impero Bulgaro e l'Impero bizantino. Il principio delle ostilità va collocato a quando i Bizantini incoraggiarono il sovrano della Rus', Svjatoslav I di Kiev, ad attaccare la Bulgaria, circostanza che portò alla sconfitta delle armate bulgare e all'occupazione della parte settentrionale e nord-est dell'Impero bulgaro da parte dei Rus' per i successivi due anni. La coalizione rus'-bizantina non si dimostrò molto salda e il conseguente confronto militare ebbe come esito la vittoria bizantina. I Rus' si ritirarono e la Bulgaria orientale fu incorporata nell'Impero bizantino.
Nel 927, un trattato di pace era stato firmato tra la Bulgaria e Bisanzio, ponendo fine ad anni di guerra e stabilendo un quarantennio di relazioni pacifiche. Entrambi gli Stati prosperarono durante questo interludio, ma l'equilibrio di potere cambiò gradualmente in favore dei Bizantini, che ottennero consistenti guadagni territoriali ai danni degli Arabi in Oriente e costituirono una rete di alleanze in funzione anti-bulgara. A partire dal 965/966, il bellicoso Imperatore Niceforo II Foca rifiutò di versare il tributo annuale che era parte del trattato di pace e dichiarò guerra alla Bulgaria. Essendo però occupato nelle sue campagne in Oriente, Niceforo decise di non impiegare direttamente le sue armate nel conflitto contro i Bulgari e sobillò il sovrano della Rus' Svjatoslav ad invadere la Bulgaria.
La conseguente campagna di Svjatoslav superò ogni aspettativa da parte dei Bizantini, che lo avevano considerato semplicemente un mezzo per esercitare pressioni diplomatiche sui Bulgari. Il principe della Rus' conquistò le regioni che costituivano il nucleo dell'Impero bulgaro nei Balcani nordorientali nel 967–969, catturò il sovrano bulgaro Boris II, e governò nella sostanza facendolo agire come suo fantoccio. Svjatoslav intendeva continuare la sua invasione a sud contro la stessa Bisanzio, la quale a sua volta assisteva alla fondazione di un nuovo e potente Stato rus'-bulgaro nei Balcani con enorme preoccupazione. Dopo aver arrestato l'avanzata dei Rus' attraverso la Tracia nella battaglia di Arcadiopoli nel 970, l'imperatore bizantino Giovanni I Zimisce condusse un'armata a nord nella Bulgaria nel 971 ed espugnò la stessa capitale Preslav. Dopo un assedio durato ben tre mesi della fortezza di Dorostolon, Svjatoslav accettò di negoziare con i romei e di ritirarsi dalla Bulgaria. Zimisce annesse formalmente la Bulgaria Orientale all'Impero bizantino. Tuttavia, la maggior parte dei Balcani centrali e occidentali rimasero di fatto fuori dal controllo imperiale, evento che consentì la futura rinascita dello Stato bulgaro in quelle regioni sotto la dinastia dei Comitopuli.

## Contesto storico

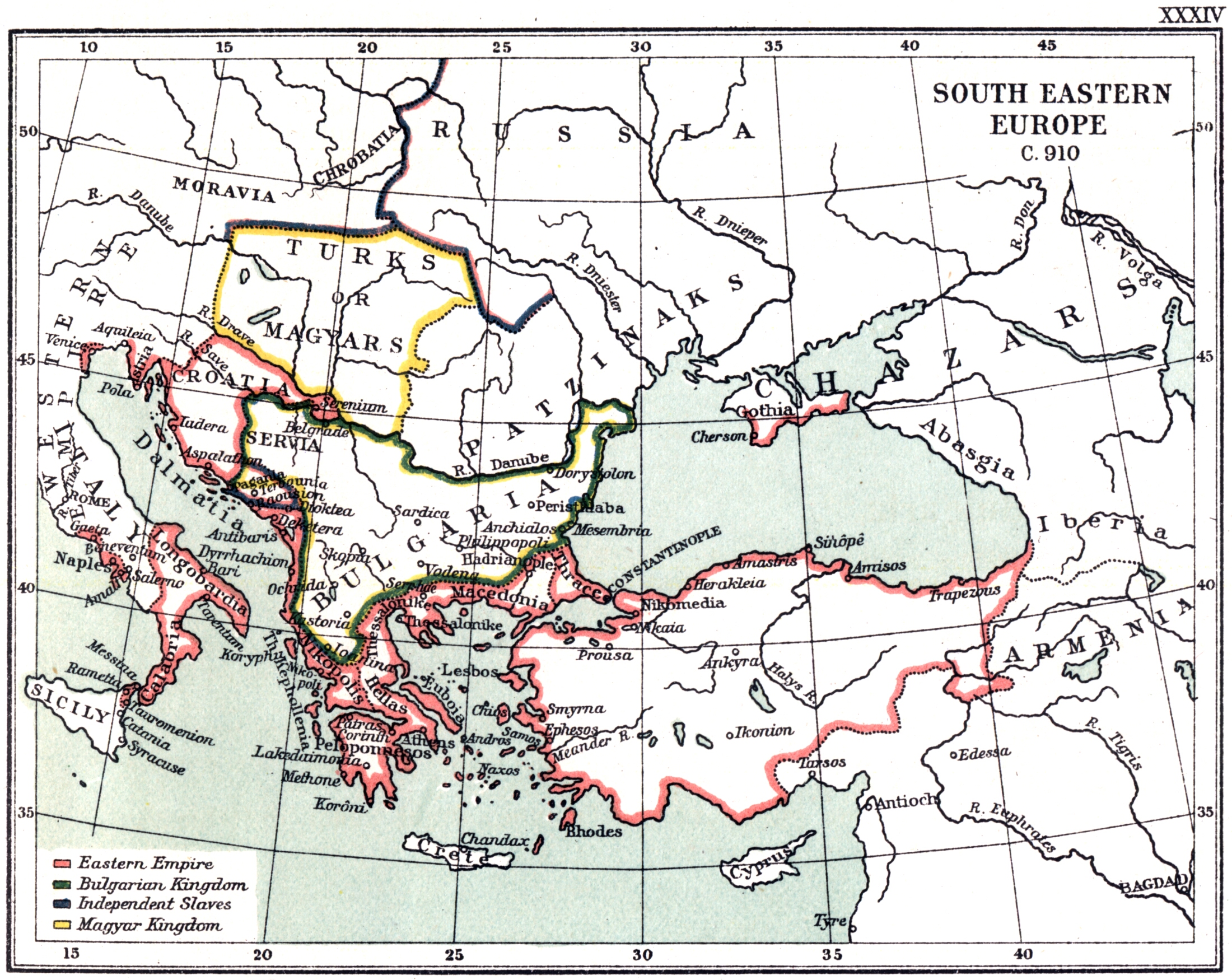
I Balcani intorno al 910

All'inizio del X secolo, erano due le potenze che dominavano i Balcani: l'Impero bizantino, il quale controllava il sud della penisola e le coste, e l'Impero bulgaro, che esercitava la sua autorità nei Balcani centrali e settentrionali. I primi decenni del secolo furono dominati dallo zar Simeone (regnante dall'893 al 927), che espanse il suo impero a spese di Bisanzio con una serie di vittoriose campagne militari riuscendo persino a ottenere da Bisanzio il riconoscimento del suo titolo imperiale. Spirato Simeone nel maggio 927, le due potenze si riappacificarono presto ponendo fine alle ostilità, formalizzando il tutto con un trattato e con un'alleanza militare in quello stesso anno. Il secondogenito e successore di Simeone, Pietro I (r. 927–969), sposò Maria, la nipote (di nonno) dell'Imperatore bizantino Romano I Lecapeno (r. 920–944), e il suo titolo imperiale fu riconosciuto. I Bizantini accettarono di versare un tributo annuale (che i Bizantini definivano un sussidio per il mantenimento di Maria, per salvare la faccia) al sovrano bulgaro in cambio della pace.
L'accordo rimase in vigore per circa un quarantennio, periodo durante il quale le due potenze mantennero relazioni pacifiche. La Bulgaria, nonostante la barriera costituita dal Danubio, era ancora minacciata nei suoi confini settentrionali dalle popolazioni della steppa, come i Magiari e i Peceneghi. Essi sferrarono incursioni contro la Bulgaria, giungendo persino a invadere occasionalmente lo stesso territorio bizantino. Il trattato di pace bizantino–bulgaro, malgrado ciò, significava meno guai dal nord, in quanto molte delle incursioni dei Peceneghi erano state sobillate proprio dai romei. La parentesi al potere di Pietro, sia pur priva dei successi militari di Simeone, fece parte dell'"età d'oro" della Bulgaria, in quando quest'ultima godette di un'economia prospera e di una società urbana fiorente.
Bisanzio sfruttò il trattato di pace per concentrare le sue energie sulle guerre contro il Califfato abbaside in Oriente, dove una serie di campagne condotta dai generali Giovanni Kourkouas e Niceforo Foca aveva consentito ai Bizantini di espandere notevolmente il territorio sotto il proprio controllo. Al contempo, le riforme militari consentirono di allestire un esercito più efficiente e orientato all'offensiva. Costantinopoli, tuttavia, non trascurò i Balcani, intrecciando intense relazioni diplomatiche con le popolazioni dell'Europa centrale e orientale, alterando così in modo subdolo l'equilibrio del potere nella penisola. Il loro avamposto crimeano di Cherson mantenne contatti commerciali con i Peceneghi e con la potenza emergente della Rus' di Kiev, i missionari bizantini contribuirono notevolmente alla cristianizzazione dei Magiari; e infine i principi slavi dei Balcani occidentali furono, per l'ennesima volta, indotti a riconoscere la sovranità dell'Impero. In particolare, ciò si verificò ancora una volta in seguito alla fine del controllo bulgaro sulla Serbia, avvenuto quando Časlav, un signore locale, riuscì a scacciare gli occupanti stranieri. Mantenere queste relazioni diplomatiche con le popolazioni alla periferia dell'Impero bulgaro era ritenuto fondamentale per la diplomazia bizantina: istigare i Peceneghi e i Cazari ad attaccare la Bulgaria rappresentava uno dei metodi convenzionali per esercitare pressioni sui Bulgari.
In seguito alla morte improvvisa dell'Imperatore Romano II nel 963, Niceforo Foca usurpò il trono ai figli ancora in tenera età di Romano e divenne Imperatore reggente come Niceforo II (r. 963–969). Niceforo, membro prominente dell'aristocrazia militare anatolica, si concentrò prevalentemente sull'Oriente, conducendo di persona la sua armata in vittoriose campagne militari che permisero la riconquista di Cipro e della Cilicia. Le cose cambiarono allorché un'ambasceria bulgara visitò Niceforo alla fine del 965 o negli inizi del 966 per riscuotere il tributo dovuto. Niceforo, la cui confidenza nella propria forza militare si era accresciuta in seguito ai suoi recenti successi, e ritenendo la richiesta del sovrano bulgaro arrogante, rifiutò di versare il tributo, con il pretesto che, spentosi recentemente l'Imperatrice Maria (intorno al 963), l'obbligo di versare il tributo era cessato. Fece frustare gli inviati e li inviò indietro con minacce e insulti. Procedette inoltre con le sue truppe in Tracia, dove organizzò una parata elaborata per mostrare forza militare, procedendo poi a mettere a sacco alcune fortezze di frontiera bulgare. La decisione di Niceforo di rompere le relazioni con la Bulgaria appariva una contromossa al trattato recente che Pietro I aveva firmato con i Magiari. Il trattato stipulato permise ai Magiari di attraversare il territorio bulgaro e devastare quello bizantino in cambio della cessazione delle loro incursioni in Bulgaria.
Ansioso di evitare la guerra, il sovrano bulgaro Pietro inviò i suoi due figli, Boris e Romano, come ostaggi a Costantinopoli. Questa mossa fallì a placare Niceforo, ma costui si trovò di fatto impossibilitato ad effettuare alcuna campagna militare contro la Bulgaria; le sue armate erano impiegate in Oriente, ed inoltre, riflettendo sull'esperienza passata dei Bizantini, Niceforo era riluttante a condurre una spedizione nel terreno montagnoso e ricco di foreste della Bulgaria. Conseguentemente fece ricorso al vecchio espediente bizantino di sobillare una tribù dell'Europa Orientale ad attaccare la Bulgaria. Alla fine del 966 o all'inizio del 967, inviò il patrikios Kalokyros, un cittadino di Cherson, come ambasciatore presso Svjatoslav, sovrano della Rus' di Kiev. I Bizantini avevano da lungo tempo intrecciato relazioni strette con la Rus' di Kiev, alla quale erano legati da un trattato siglato nel 945. Con promesse di ricche ricompense e, secondo Leone Diacono, un pagamento di 1 500 libbre d'oro, il sovrano della Rus' di Kiev fu indotto ad attaccare la Bulgaria dal nord. Il fatto che Niceforo abbia chiesto aiuto a Svjatoslav era inusuale, in quanto in genere erano i Peceneghi ad essere tradizionalmente impiegati in tali compiti. Lo studioso A.D. Stokes, che ha esaminato il contesto e la cronologia della campagna bulgara di Svjatoslav, ha proposto che questa mossa aveva l'ulteriore scopo di divergere l'attenzione di Svjatoslav, che aveva recentemente annientato il khanato cazaro, dall'avamposto bizantino di Cherson.

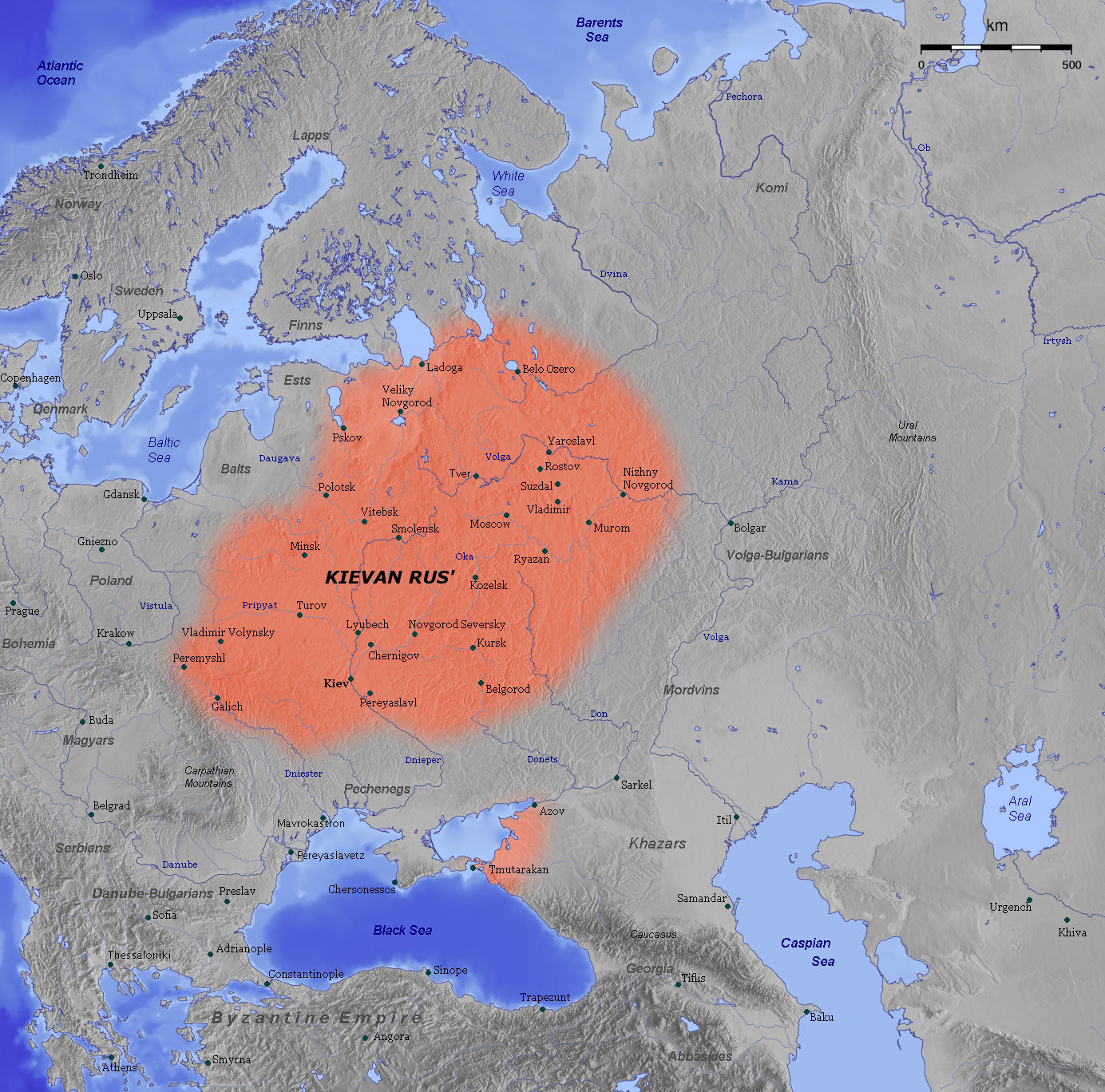
Rus' di Kiev, metà X secolo

Svjatoslav accettò entusiasticamente la proposta bizantina. Nell'agosto 967 o 968, i Rus' attraversarono il Danubio invadendo il territorio bulgaro, sconfissero un'armata bulgara di 30 000 uomini nella Battaglia di Silistra, e occuparono la maggior parte della Dobruja. Secondo lo studioso bulgaro Vasil Zlatarski, Svjatoslav espugnò 80 città nella Bulgaria nordorientale. Esse furono saccheggiate e distrutte ma non permanentemente occupate. Il sovrano bulgaro Pietro I fu colpito da un attacco epilettico non appena apprese della sconfitta. I Rus' svernarono a Perejaslavec, mentre i Bulgari si ritirarono nella fortezza di Dorostolon (Silistra). L'anno successivo, Svjatoslav si diresse con una parte del suo esercito a contrastare un attacco pecenego alla sua capitale Kiev (incitato o dai Bizantini o, secondo la cronaca russa nota come Cronaca degli Anni Passati, dai Bulgari). Al contempo, il sovrano bulgaro Pietro inviò una nuova ambasceria a Bisanzio, una visita che fu attestata da Liutprando di Cremona. In contrasto al loro ricevimento precedente, stavolta gli inviati bulgari furono trattati con grandi onori. Malgrado ciò, Niceforo, confidente della sua posizione di forza, richiese condizioni molto dure: il sovrano Pietro avrebbe dovuto abdicare in favore di Boris, e i due giovani imperatori, Basilio e Costantino, avrebbero dovuto sposare delle principesse bulgare, figlie di Boris.
Pietro si ritirò in un monastero, dove perì nel 969, mentre Boris fu liberato dalla custodia bizantina e incoronato sovrano dei Bulgari con il nome di Boris II. Per il momento, sembrò che il piano di Niceforo avesse funzionato. Tuttavia, il breve soggiorno di Svjatoslav nel sud risvegliò in lui il desiderio di conquistare quelle terre fertili e prospere. In questa intenzione fu apparentemente incoraggiato dal precedente inviato bizantino, Kalokyros, che aspirava ad usurpare la corona imperiale. Pertanto, dopo aver sconfitto i Peceneghi, affidò a viceré il governo della Rus' durante la sua assenza e marciò di nuovo a sud intenzionato ad attaccare di nuovo la Bulgaria.

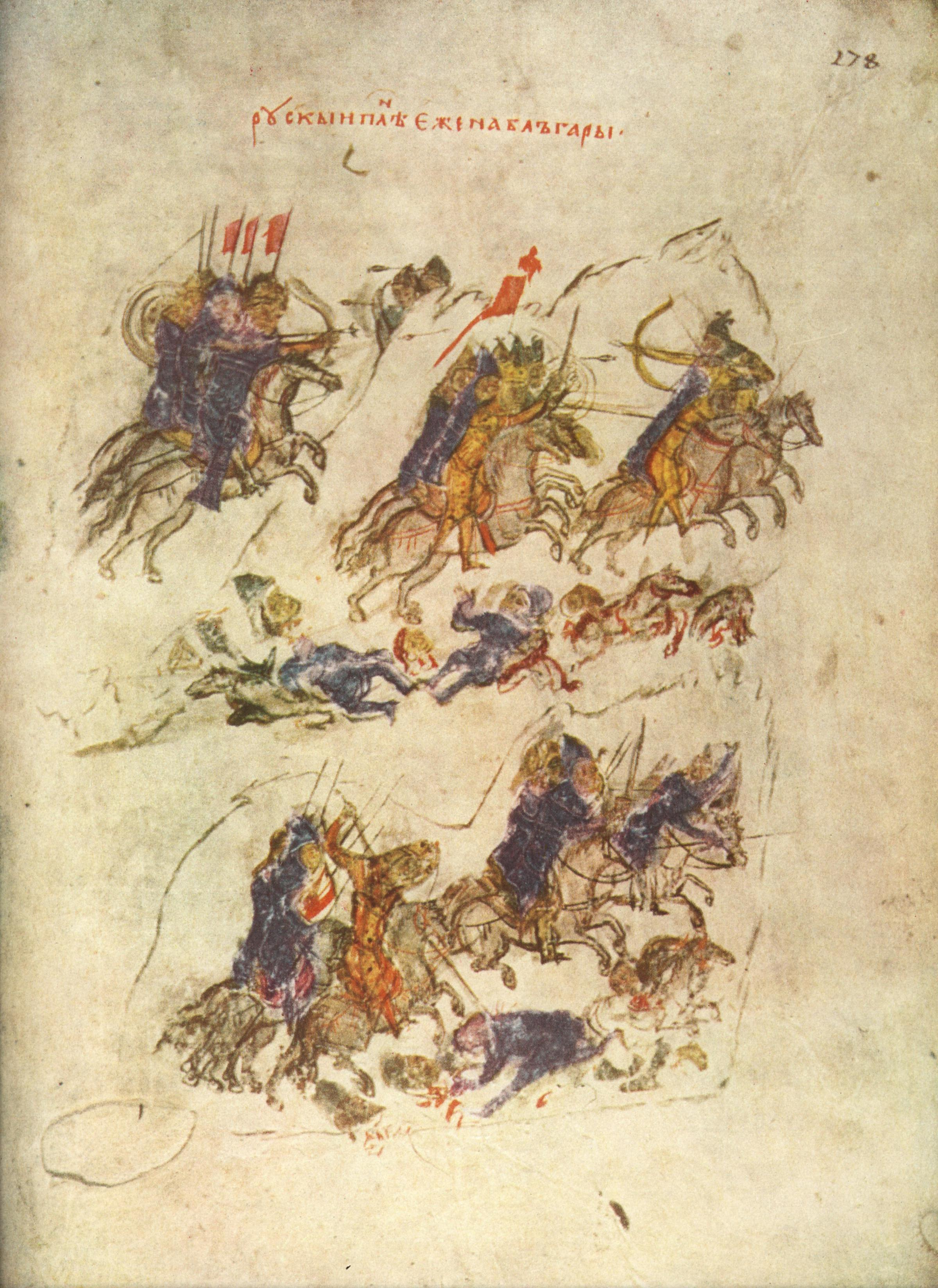
L'invasione di Svjatoslav, dalla Cronaca di Manasse.

Nell'estate 969, Svjatoslav ritornò in Bulgaria invadendola con un consistente esercito, rinforzato da contingenti alleati di Peceneghi e di Magiari. Nel corso della sua assenza, Perejaslavec era stata riconquistata da Boris II; i difensori bulgari opposero una ostinata resistenza, ma Svjatoslav riuscì comunque a espugnare la città. Subito dopo, Boris e Romano capitolarono, e i Rus' stabilirono rapidamente il loro controllo sulla Bulgaria orientale e settentrionale, collocando guarnigioni a Dorostolon e nella stessa capitale bulgara Preslav. Qui Boris continuò a risiedere e a esercitare autorità nominato come vassallo di Svjatoslav. In realtà era poco più di un sovrano fantoccio, mantenuto formalmente al potere solo per attenuare il risentimento bulgaro nei confronti degli invasori rus'. Svjatoslav sembra aver avuto successo nell'assicurarsi l'appoggio di parte dei Bulgari. I soldati bulgari si arruolarono nel suo esercito in numeri considerevoli, tentati in parte dalle speranze di bottino, ma anche incoraggiati dai piani anti-bizantini di Svjatoslav e da una condivisa eredità slava. Il sovrano della Rus' di Kiev stesso prestò molta attenzione a non alienarsi i suoi nuovi sudditi: proibì al suo esercito di devastare le campagne o a saccheggiare le città che si arrendevano senza opporre resistenza.
E fu così che il piano di Niceforo non ebbe successo: invece di indebolire la Bulgaria, l'invasione di Svjatoslav consentì la fondazione di una nuova e bellicosa nazione alla frontiera settentrionale dell'Impero, e come se non bastasse Svjatoslav era ben determinato a continuare la sua avanzata a sud contro la stessa Bisanzio. L'Imperatore tentò di convincere i Bulgari a riprendere la guerra contro la Rus' di Kiev, ma le sue proposte non furono ascoltate. Successivamente, il 11 dicembre 969, Niceforo fu assassinato in una congiura di palazzo e succeduto da Giovanni I Zimisce (r. 969–976), sul quale ricadde il compito di stabilizzare la situazione nei Balcani. Il nuovo imperatore inviò inviati a Svjatoslav, proponendo le negoziazioni. Il sovrano della Rus' di Kiev richiese un'immensa somma di denaro in cambio del suo ritiro, insistendo che in caso contrario l'Impero avrebbe dovuto cedergli tutti i suoi territori europei e ritirarsi in Asia Minore. Per il momento, Zimisce era intento a consolidare la propria posizione interna, contrastando l'opposizione nei suoi confronti da parte della potente famiglia dei Foca e dei suoi aderenti in Asia Minore. Affidò pertanto la guerra nei Balcani al cognato, il Domestico delle Scholae Bardas Skleros, e all'eunuco stratopedarca Pietro.
All'inizio del 970, un esercito di guerrieri giunti dalla Rus' di Kiev, con numerosi contingenti di Bulgari, Peceneghi, e Magiari, attraversò le montagne dei Balcani e si diressero a sud. I Rus' espugnarono la città di Filippopoli (odierna Plovdiv), e, secondo Leone Diacono, uccisero 20 000 dei cittadini superstiti. Skleros, con un esercito di 10 000–12 000 uomini, si confrontò con l'avanzata dei Rus' presso Arcadiopoli (l'odierna Lüleburgaz) all'inizio della primavera 970. Il generale bizantino, il cui esercito era in netta inferiorità numerica, usò la tattica della ritirata finta per distaccare il contingente pecenego dal resto dell'armata principale e attirarlo in un'imboscata. L'esercito rus' andò nel panico e fuggì, subendo pesanti perdite per mano degli inseguitori Bizantini. I Rus' si ritirarono a nord della catena montuosa dei Balcani, il che consentì a Zimisce di ottenere sufficiente tempo per stabilizzare la situazione interna e allestire le sue armate.

## Offensiva bizantina

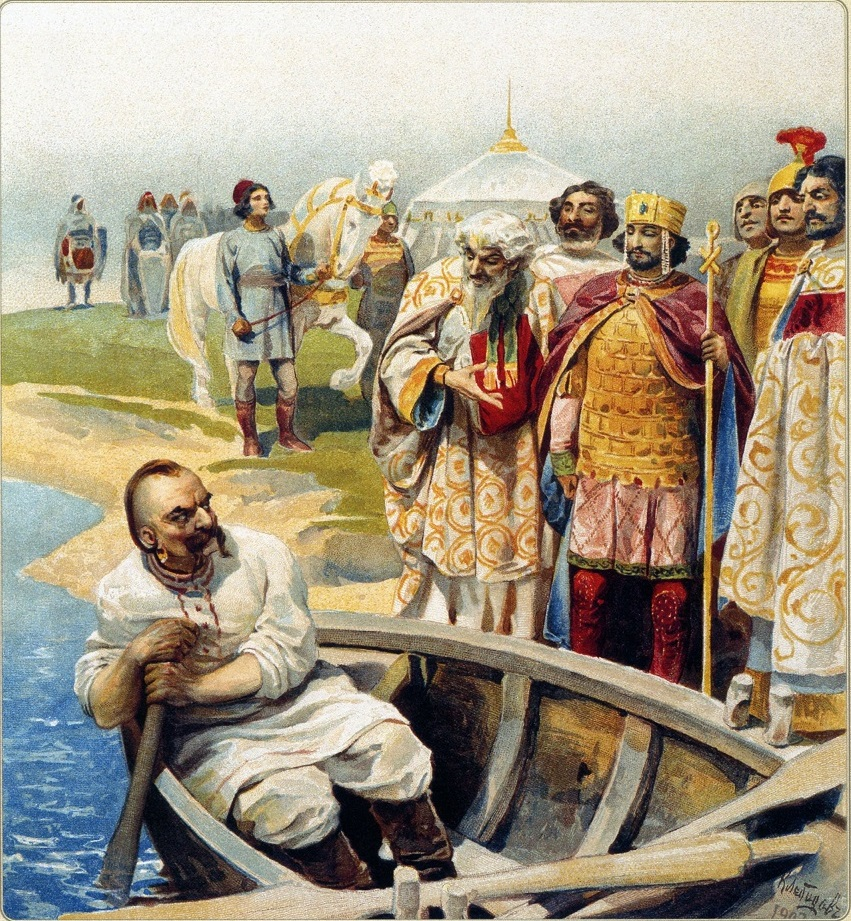
Incontro di Svjatoslav con l'Imperatore Giovanni Zimisce, dipinto di Klavdy Lebedev

Dopo essere stato impegnato nella repressione della rivolta di Barda Foca nel corso dell'anno 970, Zimisce, agli inizi del 971, decise di condurre una campagna militare contro la Rus' di Kiev, spostando le sue truppe dall'Asia in Tracia e raccogliendo rifornimenti e macchine d'assedio. La marina bizantina accompagnò la spedizione, con il compito di trasportare le truppe e farlo sbarcare su suolo nemico e tagliare la loro ritirata lungo il Danubio. L'Imperatore scelse la settimana di Pasqua del 971 come data per effettuare la sua mossa, cogliendo i Rus' completamente di sorpresa: i passi della catena montuosa dei Balcani erano stati lasciati non sorvegliati, forse perché i Rus' erano intenti nella soppressione di rivolte bulgare o forse (come suggerisce A.D. Stokes) a causa di un trattato di pace che era stato concluso dopo la battaglia di Arcadiopoli che li aveva resi compiacenti.
La marina bizantina, condotta da Zimisce in persona e annoverante 30 000–40 000 effettivi, avanzò rapidamente raggiungendo Preslav non molestata. L'armata dei Rus' fu sconfitta in una battaglia nei pressi delle mura cittadine, e i Bizantini procedettero ad cingerla d'assedio. La guarnigione russa e bulgara, sotto il nobile russo Sphangel, opposero strenua resistenza, ma nonostante tutto la città fu espugnata il 13 aprile. Tra i prigionieri vi erano Boris II e la sua famiglia, che vennero condotti a Costantinopoli insieme ai regalia imperiali bulgari. La principale armata russa sotto Svjatoslav si ritirò di fronte all'avanzata dell'armata imperiale verso Dorostolon sul Danubio. Poiché Svjatoslav temeva una rivolta bulgara, fece giustiziare 300 nobili bulgari, e ne imprigionò molti altri. L'armata imperiale nel frattempo avanzava senza incontrare resistenza; le guarnigioni bulgare di numerose fortezze lungo la via si arresero senza offrire resistenza.
Quando i Bizantini arrivarono nei pressi di Dorostolon, si imbatterono nell'armata russa, che si era accampata nella pianura di fronte alla città, pronta alla battaglia. Dopo una lunga e agguerrita battaglia, i Bizantini ebbero la meglio nello scontro quando Zimisce diede l'ordine alla sua cavalleria pesante catafratta di avanzare. I Rus' rapidamente ruppero i ranghi e fuggirono dentro la fortezza. Il conseguente assedio di Dorostolon durò per tre mesi, durante i quali i Bizantini bloccarono la città per terra e per mare e i Rus' tentarono alcune sortite. Furono combattute tre battaglie, tutte conclusesi con una vittoria bizantina. In seguito alla conclusiva e particolarmente selvaggia battaglia verso la fine di luglio, i Rus' vennero costretti alla capitolazione. Secondo i cronisti bizantini, a quel tempo solo 22 000 soldati di un'armata di originalmente 60 000 soldati erano sopravvissuti. Zimisce e Svjatoslav si incontrarono e firmarono un trattato di pace: all'armata russa fu concesso di partire, ma non di portare con sé i prigionieri e le spoglie dei saccheggi, e i loro diritti commerciali furono riconfermati a condizione che avrebbero giurato di non attaccare più il territorio imperiale. Svjatoslav non sarebbe vissuto a lungo in seguito al trattato di pace, in quanto fu ucciso durante il viaggio di ritorno nella sua terra natia nel corso di un'imboscata pecenega nei pressi del fiume Dnieper.

## Conseguenze

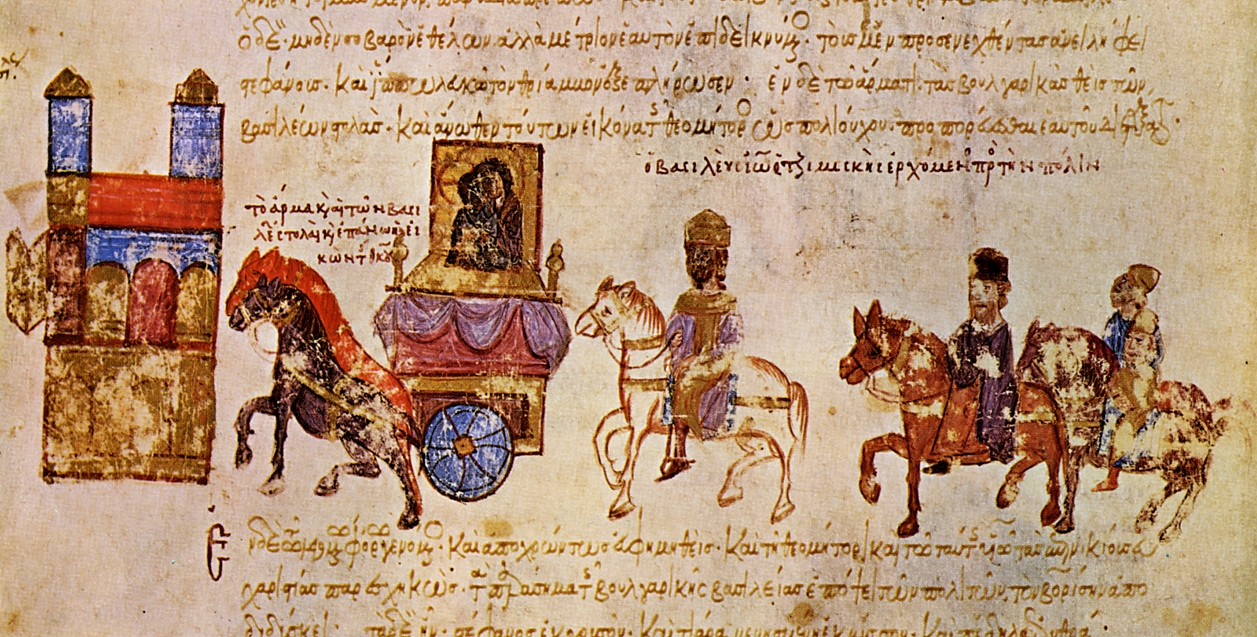
Rappresentazione del trionfo di Zimisce nello Scilitze di Madrid: l'Imperatore, su un cavallo bianco, segue il carro con l'icona della Vergine e delle regalia bulgare, mentre lo zar bulgaro Boris II lo segue più indietro.

L'esito della guerra risultò essere una completa vittoria bizantina, e Zimisce decise di sfruttarla appieno. Anche se aveva inizialmente riconosciuto Boris II come il legittimo zar bulgaro, in seguito alla caduta di Dorostolon, le sue intenzioni cambiarono. Ciò divenne evidente nel corso del suo ritorno trionfale a Costantinopoli, allorché l'Imperatore entrò attraverso la Porta d'Oro dietro un carro trasportante un'icona della Vergine Maria oltre alle regalia bulgare, con Boris e la sua famiglia dietro Zimisce. Quando la processione raggiunse il Foro di Costantino, Boris fu pubblicamente svestito delle sue insegne imperiali, e alla chiesa di Hagia Sophia, la corona bulgara fu dedicata a Dio.
Questo atto segnò la fine simbolica della Bulgaria come stato indipendente, almeno agli occhi dei Bizantini. I generali bizantini vennero insediati nelle parti orientale della nazione lungo il Danubio. Preslav fu ridenominata Ioannopolis in onore dell'Imperatore, mentre Dorostolon (o forse Perejaslavec) fu ridenominata Theodoropolis in onore di Teodoro Stratelates, che fu ritenuto essere intervenuto nella battaglia finale presso Dorostolon. Zimisce ridusse il patriarcato bulgaro a una dipendenza arcivescovile del Patriarcato di Costantinopoli. Deportò la famiglia reale bulgara e molti nobili a Costantinopoli e in Asia Minore, mentre la regione nei pressi di Philippopolis fu ripopolata con Armeni. Tuttavia, al di fuori della Bulgaria orientale, e lì solo nei principali centri urbani, il controllo bizantino era puramente teorico. Zimisce, come del resto Niceforo Foca, era maggiormente interessato al fronte orientale. Con la minaccia della Rus' di Kiev sgominata e la Bulgaria apparentemente pacificata, le sue attenzioni furono volte alla Siria. Non fu fatto, pertanto, nessun intervento coordinato bizantino per assicurarsi il controllo dell'interno dei Balcani. Di conseguenza, i Balcani nord-centrali e la Macedonia, dove né i Rus' né le truppe di Zimisce si erano avventurate, rimasero, come già in precedenza, nelle mani delle élite locali bulgare.
In queste regioni, sfruttando le guerre civili bizantine degli anni immediatamente successivi, emerse la resistenza bulgara, condotta dai quattro figli del conte (comes) Nicola, che divennero noti come i Comitopuli ("figli del conte"). Il più capace di essi, Samuele, portò alla rinascita dell'Impero bulgaro, ora centrato in Macedonia, e fu incoronato zar nel 997. Un guerriero formidabile, condusse campagne di saccheggio in territorio bizantino a sud fino al Peloponneso, e si scontrò con l'Imperatore bizantino Basilio II (r. 976–1025) in una serie di guerre che risultarono nella conquista dello stato bulgaro da parte bizantina nel 1018. Nonostante ciò, a causa degli eventi del 971, i Bizantini non lo consideravano altro che un ribelle all'autorità imperiale, quindi concedergli il principio di uguaglianza goduta dai sovrani bulgari prima del 971 era fuori discussione.